# Finalíssima Femenina
La Finalíssima Femenina és un campionat intercontinental femení de futbol que disputen les seleccions guanyadores de l'Eurocopa i la Copa Amèrica femenines. És organitzat per la Conmebol i la UEFA i es juga en format de final única. És el campionat equivalent a la Copa de Campions Conmebol-UEFA masculina que enfronta als vencedors de les edicions masculines de l'Eurocopa i la Copa Amèrica. Es va jugar per primera vegada el 2022 com a part d'un acord entre Conmebol i UEFA.

## Història
El 12 de febrer de 2020, la UEFA i la CONMEBOL van signar un memoràndum d'entesa (MoU, per la seva sigla en anglès, memorandum of understanding) per a la cooperació entre les dues confederacions. Com a part de l'acord, un comitè conjunt UEFA-Conmebol va examinar la possibilitat d'organitzar partits intercontinentals europeu-sud-americans, tant per a futbol masculí com femení. El 15 de desembre de 2021, la UEFA i la Conmebol van ampliar el MoU fins al 2028, incloent-hi l'obertura d'una oficina conjunta a Londres i la possible organització de diversos esdeveniments futbolístics.
El 2 de juny de 2022, l'endemà de la celebració de la Finalissima 2022, Conmebol i UEFA van anunciar una sèrie de nous esdeveniments entre equips de les dues confederacions. Això va incloure un partit entre les campiones de la Copa Amèrica Femenina i les campiones de l'Eurocopa Femenina. La primera edició es va disputar el 6 d'abril de 2023 entre Anglaterra (campiona de l'EURO Femenina 2022) i Brasil (campiona de la Copa Amèrica Femenina 2022), a Londres.

## Historial
| Any  | Campió     | Resultat       | Subcampió | Seu              |
| ---- | ---------- | -------------- | --------- | ---------------- |
| 2023 | Anglaterra | 1 - 1 (4–2 p.) | Brasil    | Wembley, Londres |